# Villa Saint-Fargeau
La villa Saint-Fargeau est une voie du 20e arrondissement de Paris, en France.

## Situation et accès
La villa Saint-Fargeau est une voie privée située dans le 20e arrondissement de Paris. Elle débute au 25, rue Saint-Fargeau et se termine en impasse.

## Origine du nom
Elle tient son nom du voisinage du château de Saint-Fargeau, propriété de l'homme politique Louis-Michel Lepeletier de Saint-Fargeau (1760-1793) qui, de député de la noblesse, devint révolutionnaire. Fidèle à la Convention, il vota l’exécution de Louis XVI ; il fut assassiné par le royaliste Paris.

## Historique
Cette voie prend sa dénomination actuelle par une décision municipale du 9 novembre 2000.